# We Die Young
Albums de Alice in Chains
Facelift
(1990)
We Die Young est le premier EP d'Alice in Chains, sorti en 1990, peu de temps avant l'album Facelift, dans lequel on pourra retrouver la chanson éponyme ainsi que It Ain't Like That.

## Liste des morceaux
1. We Die Young - 2:31
2. It Ain't Like That - 4:38
3. Killing Yourself - 2:59